# Anemone styriaca
Anemone styriaca là một loài thực vật có hoa trong họ Mao lương. Loài này được (Pritz.) Simonk. mô tả khoa học đầu tiên năm 1906.

## Hình ảnh

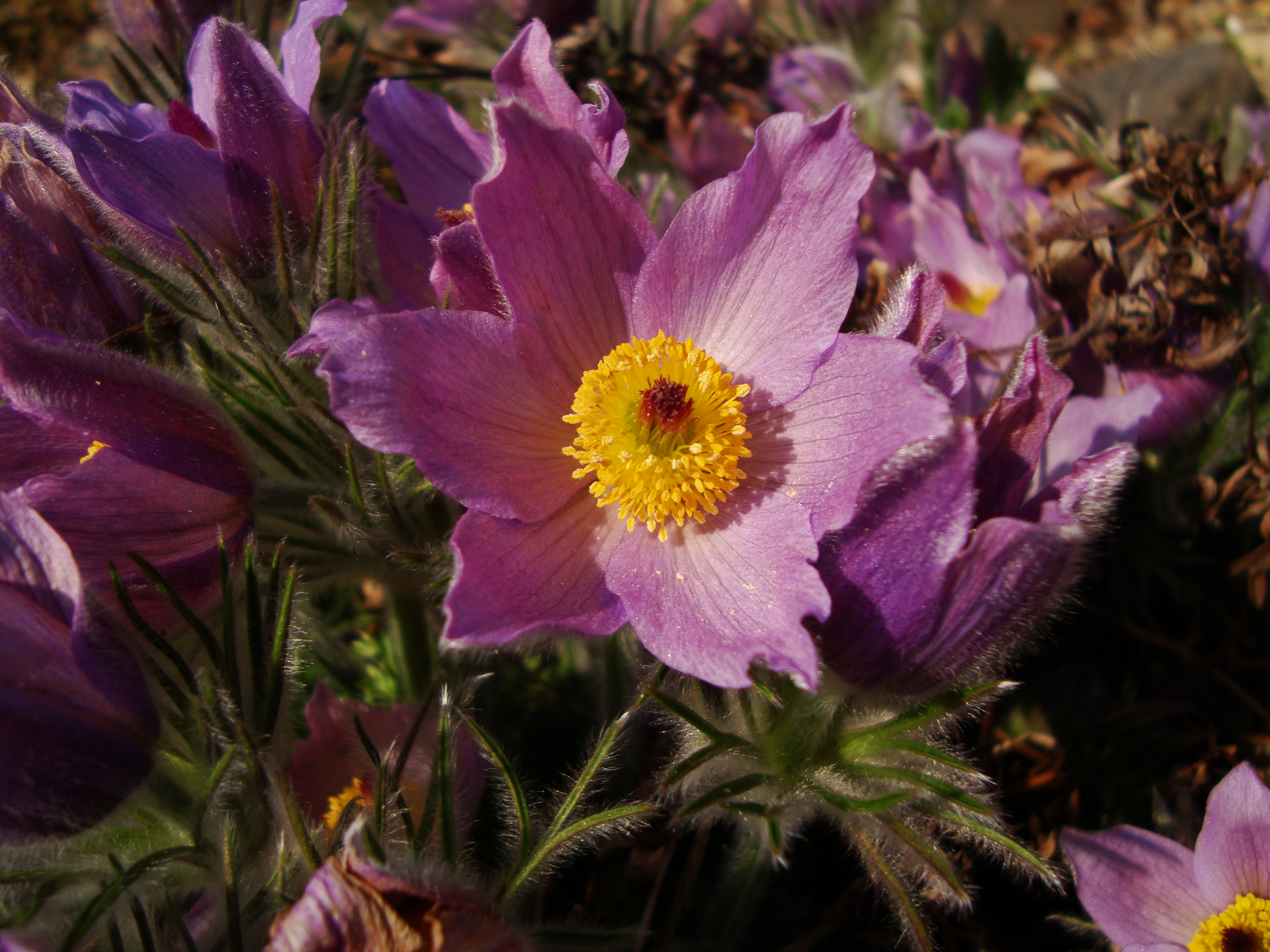
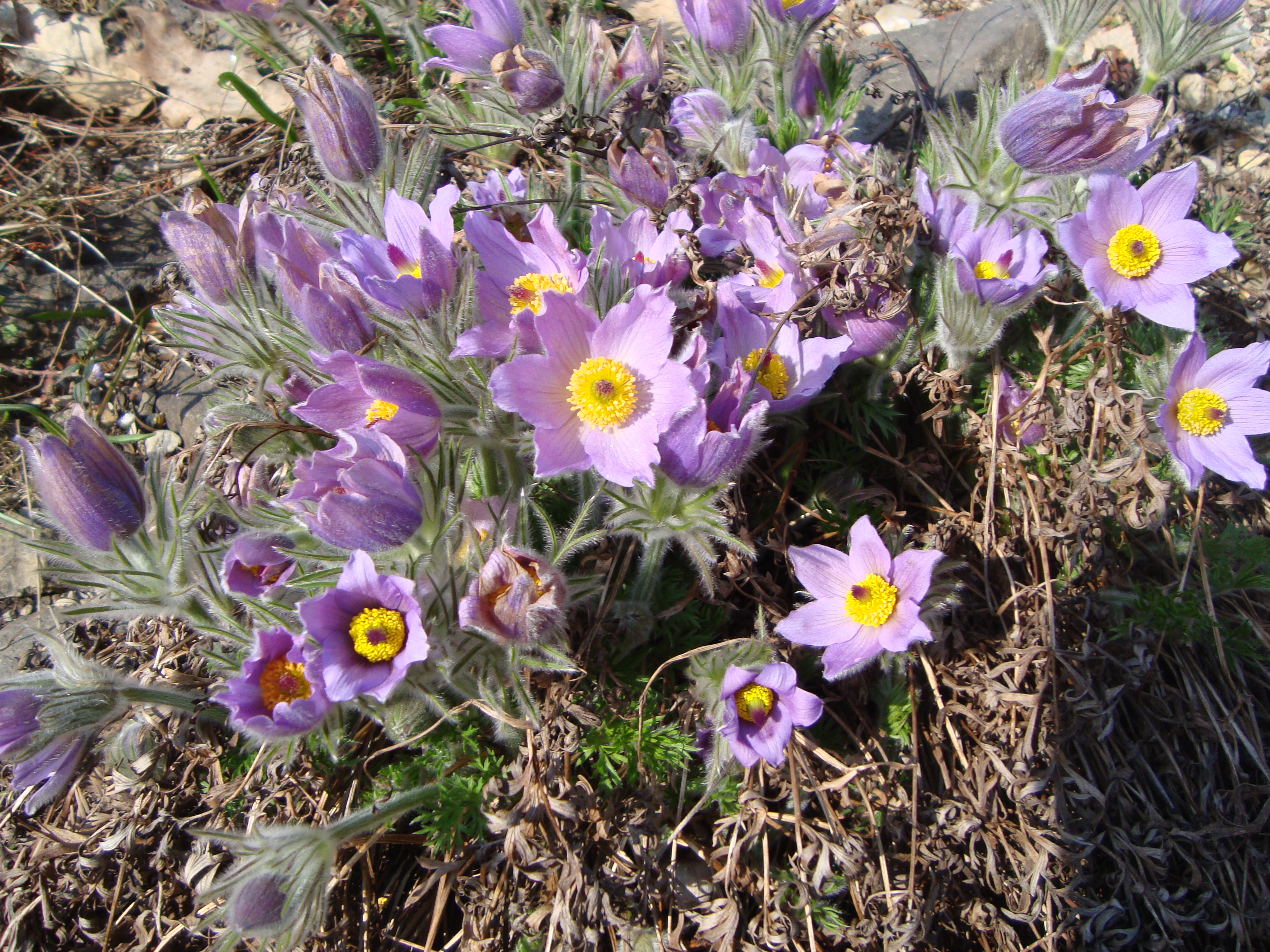